# Elaphoglossum teleglottis
Elaphoglossum teleglottis är en träjonväxtart som beskrevs av John T. Mickel. Elaphoglossum teleglottis ingår i släktet Elaphoglossum och familjen Dryopteridaceae. Inga underarter finns listade.